# Kozinec dánský

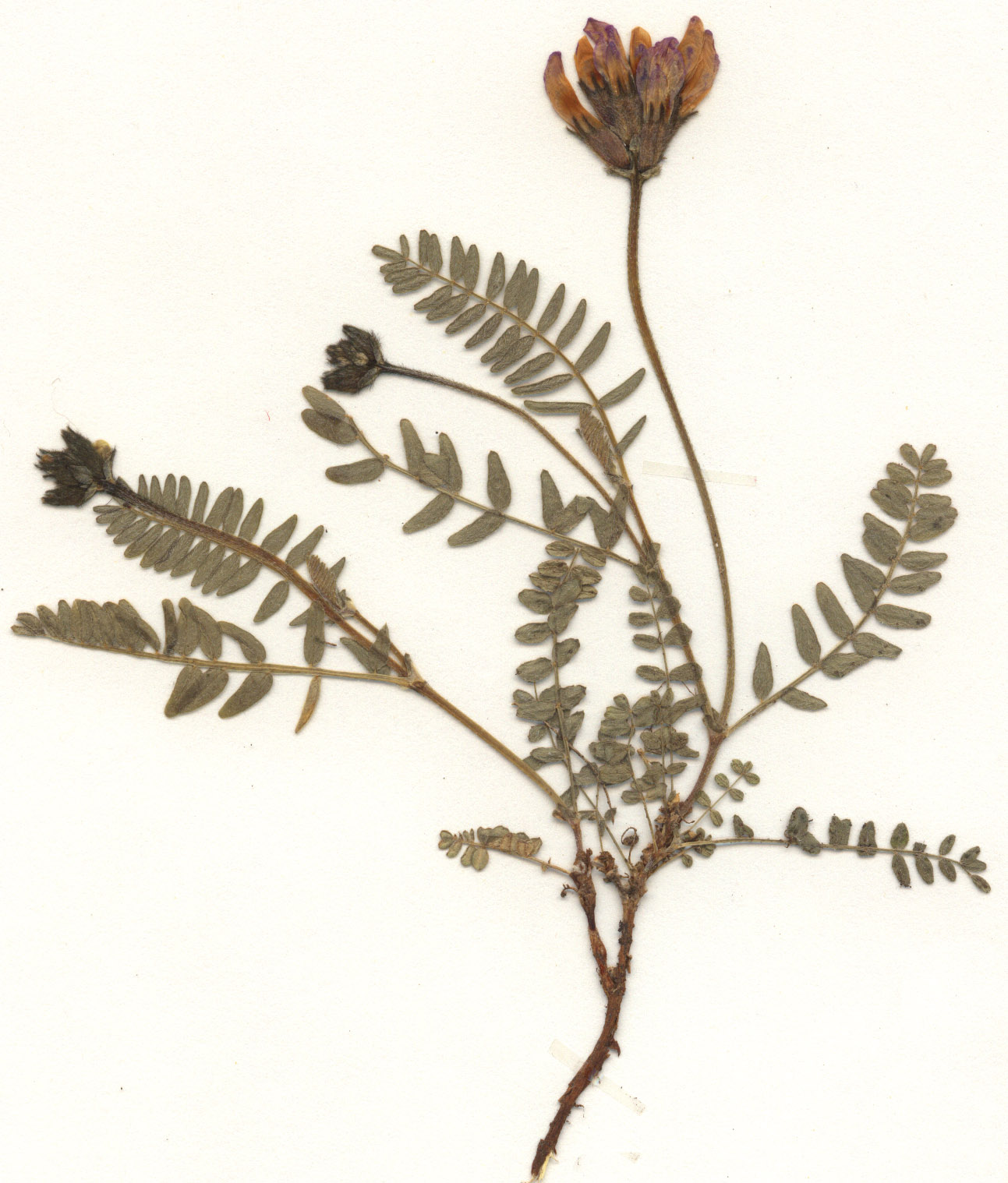
Kozinec dánský v herbáři

Kozinec dánský (Astragalus danicus) je vytrvalá, až 30 cm vysoká rostlina se zpeřenými listy, která v létě kvete modrofialovými květy. Na podzim na bylinách s opylenými květy vyrůstají bíle vlnaté lusky se semeny. Je v české přírodě jedním z původních druhů rozsáhlého rodu kozinec, který je široce rozšířen a tvoří ho téměř 3000 druhů. V české krajině je však na pomalém ústupu a hrozí mu vymizení.

## Rozšíření
Je rozšířen po západní, střední a severní Evropě (po jih skandinávského poloostrova), v evropské části Ruska, po severním předhůří Kavkazu, ve Střední Asii, na ruské Sibiři i Dálném východě, v Mongolsku a v oblastech severní Číny.
Je teplomilný druh a jeho výskyt v České republice je omezen na nejteplejší oblasti. Těžiště výskytu je v severozápadních Čechách a na jižní a jihovýchodní Moravě. Ojediněle se vyskytuje v severovýchodních Čechách a na střední a východní Moravě, v jiných částech republiky neroste.

## Ekologie
Rostlina spíše sušších travnatých porostů na kamenitých stráních, pastvinách, světlých okrajích lesů a křovin, na lesních světlinách teplomilných doubrav a písčitých borů. Nejlépe se mu daří na teplých, suchých, výslunných či jen mírně zastíněných stanovištích. Vyskytuje se hlavně v termofytiku a omezeně v mezofytiku, v planárních a kolinních polohách téměř vůbec ne. Je hemikryptofyt, s fenologickým optimem kvetení v květnu a červnu. Počet chromozomů 2n = 16, stupeň ploidie x = 2.

## Popis
Vytrvalá bylina s 10 až 30 cm dlouhými lodyhami, které jsou tenké, vystoupavé, od spodu větvené a vyrůstají z trvalého, hojně rozvětveného oddenku. Lodyhy jsou slabě hranaté, zprohýbané, roztroušeně chlupaté a porostlé složenými, lichozpeřenými listy dlouhými 4 až 10 cm. Listy jsou tvořené osmi až třinácti páry sytě zelených, vejčitých či eliptických, krátce řapíčkatých lístků dlouhých 4 až 15 mm a oboustranně řídce chlupatých. Palisty jsou zelené, spolu srostlé, široce vejčité a okolo 5 mm dlouhé.
Květy jsou modře fialové, asi 16 mm velké, přisedlé, oboupohlavné, mají blanité listeny a v počtu čtyři až třináct vytvářejí krátká, hustá hroznovitá květenství neprodlužující se ani za plodů, která jsou na 5 cm stopkách. Květ má pětizubý, trubkovitý kalich s kopinatými cípy dlouhými 7 mm a hustě porostlými tmavými chlupy. Pyskatá koruna bývá modrofialová až červenofialová, při bázi je nažloutle bílá, nahoře vykrojená pavéza je vejčitá, úzká křídla jsou kratší než pavéza a člunek bývá ještě kratší. V květu je deset dvoubratrých tyčinek (9+1) s nestejně dlouhými nitkami. Semeník obsahuje mnoho vajíček a má rovnou čnělku s bliznou. Květy jsou opylovány hmyzem.
Plod je eliptický, nafouklý, dvoupouzdrý, pukavý lusk dlouhý 12 až 14 mm s šedočernými chlupy. Jeho dolní šev je rozšířen v přehrádku, která sahá až ke švu hornímu. Obsahuje nepravidelně srdčitá semena asi 1 mm velká, která jsou černohnědá a na povrchu hladká. Semena slouží k rozmnožování rostliny.

## Možnost záměny
V české přírodě dochází občas k záměně s velmi podobným druhem kozincem vičencovitým (Astragalus onobrychis). Zde popisovaný kozinec dánský nemá své krátké, téměř kulovité květenství ani za plodu prodlouženo, kdežto u kozince vičencovitého se vřeteno, a tudíž i celé květenství, po odkvětu podstatně prodlouží. Další rozdíl je ve zbarvení lusků, kozinec dánský je má šedočerné, kdežto kozinec vičencovitý pískově hnědé. Podobný je také kozinec písečný (Astragalus arenarius), který má ale menší počtem lístků, jež jsou čárkovitého tvaru. Květy modrofialové barvy má ještě kozinec rakouský (Astragalus austriacus), jejich koruny jsou však mnohem menší a také celé květenství je oproti kozinci dánskému méně husté, je řídké.

## Ohrožení
Kozinec dánský se pomalu, ale jistě vytrácí z tradičních stanovišť v české krajině, je považován za mizející druh květeny České republiky. Jeho tradiční stanoviště jsou často poškozená činností lidí a nová nenachází. Je proto klasifikován "Vyhláškou MŽP ČR č. 395/1992 Sb. ve znění vyhl. č. 175/2006 Sb." i "Červeným seznamem ohrožených druhů České republiky" z roku 2017 jako ohrožený druh (§3, C3).